# Tània Juste
Tània Juste Aranda (Barcelona, 1972) es una escritora española en lengua catalana, especializada en novela histórica. Licenciada en Historia por la Universidad de Barcelona, actualmente vive en San Cugat del Vallés. En 2009 publicó su primera novela, A flor de pell, situada en la Barcelona de los años veinte, en plena dictadura de Primo de Rivera. En 2012 publicó Els anys robats, un homenaje a los aviadores republicanos durante la guerra civil española. L'hospital dels pobres es su tercera novela publicada, esta vez ambientada en los primeros años del XX durante la construcción del Hospital de la Santa Cruz y San Pablo. Compagina la escritura con trabajos de traducción al catalán y al castellano, así como colaboraciones en libros colectivos. También ha participado en la antología Veus de la nova narrativa catalana (2010), como autora y como traductora. En 2015 ganó el Premio Néstor Luján por la novela Temps de família y en 2021 el Premio Prudenci Bertrana por la novela Amor a l’art.

## Obra
- A flor de pell (2009)
- Els anys robats (2012)
- L'hospital dels pobres / El hospital de los pobres (2014)
- Temps de família / Tiempo de familia (2015)
- Passatge al nou món / Pasaje al nuevo mundo (2018)
- Amor a l’art / Amor al arte (2021)

## Premios y reconocimientos
- Premio Néstor Luján de 2015 por Temps de família[2]
- Premio Prudenci Bertrana de 2021 por Amor a l'art[3]